# 月鳢
月鳢（学名：Channa asiatica）为鳢科鳢属的鱼类，俗名七星鱧、雷龙鱼、山斑鱼、七星鱼、点称鱼、山花鱼、黑鱼、乌鱼、乌棒、鲈鳢、小蛇頭魚、鮕鮘等。分布於中國大陸、台灣、日本琉球石垣島，在日本可能是被引入的外來種、斯里蘭卡及越南北部的紅河流域。在中国，分布於长江以南水域等，多生活於山涧小溪流中以及也喜在堤岸或田埂边钻洞穴居。该物种的模式产地在亚洲。

## 體態

### 體型
七星鱧的體型較其他鱧科魚類小，但體型還是比侏儒種群的鱧科鱧屬的近親個體來的稍大。大部分成年七星鱧的體長通常在20到30公分之間，最大體長可到34、35公分，與另一種鱧魚（Channa maculata）為台灣原生種的兩種鱧魚之一。

### 特徵
各地七星鱧的特徵都稍有不同，體色一般為白色、綠色或深褐色，偶爾为淺褐色；頭部寬而大，頭頂較平；口十分大，腹部呈現乳白；尾部側扁，基部有黑斑。中國的七星鱧周圍還有珠色亮点，體側無側線，而是有8至10條黑色「ㄑ」型橫紋。

### 棲息水域
七星鱧為次級淡水魚，喜歡生活於河流、池塘、湖泊、排水溝渠、沼澤等水質清澈可見以及水生植物生長繁多的水域中，喜好於底部游動。由於具有上腮器（副呼吸器），也可在混濁受污染以及溶氧量低的水域生活，但較為少見。最近因栖息地消失、農藥污染以及被過度捕撈，七星鱧數量大幅縮減。

### 食性
七星鱧為夜行性獵食，主要食物為小魚以及甲殼類（如淡水龍蝦）以及水生昆蟲的稚蟲，雖然體型較小，但性情極為兇猛，掠食性也十分強。

## 分布
七星鱧原產於越南、中國、菲律賓、台灣等亞洲國家。

## 食用
月鳢在亞洲被廣泛視為一種十分美味的食用魚，在大部分餐廳及家庭菜式均有出現；根據中醫理論，鱧魚味甘、性寒，具有補脾利水，清熱去風之功效；主治風濕水腫、腳氣、痔瘡等，含有多種氨基酸並有埋口生肌之效。故流行術後以鱧魚（特別是煮湯）進補，可促進傷口癒合。
月鱧也可作觀賞魚飼養。